# Rudolf Stahl (Handballspieler)
Rudolf Stahl (* 11. Februar 1912 in Darmstadt; † 7. Juni 1984 in Groß-Gerau) war ein deutscher Feldhandballspieler.
Stahl war 1934 mit dem Polizei SV Darmstadt Deutscher Meister im Feldhandball geworden. Bei den Olympischen Spielen 1936 wirkte Stahl in den Spielen der deutschen Nationalmannschaft gegen die Schweiz und gegen Ungarn mit, beim 10:6-Sieg im Finale gegen Österreich stand er allerdings nicht in der Mannschaft. Insgesamt kam er von 1934 bis 1937 auf sechs Länderspieleinsätze. 